# 二見富雄
二見 富雄（ふたみ とみお、1927年12月27日 - 2007年1月25日）は、日本の経営者。日野自動車社長を務めた。東京都出身。

## 経歴
1953年に東京大学法学部を卒業し、同年に日野ヂーゼル工業(のちの日野自動車)に入社。
1978年6月に取締役に就任し、1987年6月には社長に就任。1997年6月に相談役に就任し、2000年6月から顧問を務めた。
2007年1月25日肺がんのために死去。79歳没。